# Phi 1618
Phi 1618 (títol original en búlgar, ф 1.618) és una pel·lícula d'aventures de ciència-ficció distòpica búlgarocanadenca del 2022 dirigida per Theodore Ushev (en el seu debut com a director) i escrita per Vladislav Todorov. És protagonitzada per Nikolai Stanoev, Deian Donkov i Martina Apostolova. Està basat en una novel·la del mateix Todorov. La pel·lícula es va incloure a la llista final de candidates búlgares per a l'Oscar a la millor pel·lícula internacional ala 95a edició dels premis, però no va acabar sent seleccionada. Es va tornar a considerar quan Maika va ser desqualificada, però, no va ser seleccionada.